# Ron Welty
Ron Welty (Long Beach, 1º febbraio 1971) è un batterista statunitense.
È stato il batterista della band punk Offspring dal 1987 al 2003. Ha lasciato la band per formarne una nuova, gli Steady Ground, in cui Ron suona la batteria e ne è co-produttore. Il suo abbandono dagli Offspring è stato annunciato sul loro sito ufficiale il 18 marzo 2003.
Welty suona una batteria TAMA Starclassic con piatti Zildjian.
Il 26 febbraio 2006, Steady Ground ha pubblicato 3 demo sul loro indirizzo Myspace, intitolati "Everyone's Emotional", "I Can't Contain Myself", e "You Better Close Your Eyes."

## Discografia

### Album con gli Offspring
- The Offspring (1989)
- Ignition (1992)
- Smash (1994)
- Ixnay on the Hombre (1997)
- Americana (1998)
- Conspiracy of One (2000)

### Singoli con gli Offspring
- Come Out and Play (1994)
- Self Esteem (1994)
- Gotta Get Away (1995)
- Kick Him When He's Down (1995)
- Smash It Up (1995)
- All I Want (1997)
- Gone Away (1997)
- The Meaning of Life (1997)
- I Choose (1997)
- Pretty Fly (for a White Guy) (1998)
- Why Don't You Get a Job? (1999)
- The Kids Aren't Alright (1999)
- She's Got Issues (1999)
- Totalimmortal (2000)
- Original Prankster (2000)
- Want You Bad (2001)
- Million Miles Away (2001)
- Defy You (2002)

### Compilation con gli Offspring
- The Offspring Collection (1999)

## Videografia
- 1998 - Americana
- 2000 - Huck It
- 2005 - Complete Music Video Collection